# Lespedeza melanantha
Lespedeza melanantha är en ärtväxtart som beskrevs av Takenoshin Nakai. Lespedeza melanantha ingår i släktet Lespedeza och familjen ärtväxter. Inga underarter finns listade i Catalogue of Life.